# 安養寺 (八王子市)
安養寺（あんようじ）は、東京都八王子市にある真言宗智山派の寺院。

## 歴史
永和年間（1375年 - 1378年）、頼鎮によって開山された。その後、慶安年間（1648年 - 1652年）に覚玄阿闍梨によって中興された。
境内には、「困民党首領塩野倉之助之碑」がある。これは松方デフレで多くの農民が困窮したため、借金の返済条件の緩和を求めるべく立ち上がった「武相困民党」の代表塩野倉之助を顕彰するために、1954年（昭和29年）に建てられた石碑である。なお、当寺は塩野家の菩提寺でもあるため、倉之助の墓もある。

## 交通アクセス
- 路線バス唐松停留所より徒歩15分。